# Indiana
Indiana [indijéna] je  zvezna država ZDA. Ime je dobila po Indijancih, prvotnih prebivalcih Amerike.